# جيمس إي. بورتر
جيمس إي. بورتر (بالإنجليزية: James E. Porter)‏ هو سياسي أمريكي، ولد في 1857، وتوفي في 1946.